# برنار ورلاک
برنار وِرلاک (به فرانسوی: Bernard Verlhac) معروف به تینیوس (Tignous) یک کاریکاتوریست اهل فرانسه بود. وی طی حادثه تیراندازی در دفتر شارلی ابدو به دست افراد مسلح به قتل رسید.